# 福米加
福米加（葡萄牙語：Formiga）是巴西米纳斯吉拉斯州的一个市镇。总面积1502.443平方公里，总人口66834人，人口密度44.5人/平方公里。